# 勝手に観光協会
勝手に観光協会（かってにかんこうきょうかい）はみうらじゅんと安齋肇により結成された、日本各地を盛り上げるべく運動を続ける自称「大きなお世話」ユニット。

## 概説
勝手に日本各地を視察し、勝手に観光ポスターやご当地マスコット、ご当地ソングをつくっている。ご当地ソングの制作は泊まった旅館の部屋内での録音（通称「リョカ録」）で行われることも多い。
1997年に「気仙沼ちゃん、今何してるんだろうね？」という雑談からみうらじゅんと安斎肇が宮城県気仙沼市に気仙沼ちゃんを訪ね、その際にご当地ソングを作曲したことから、協会設立のはこびとなった（この様子は当時の月刊アスキーでの連載で窺うことが出来る）。
その後、住宅雑誌『モダンリビング』で「勝手に豪邸ブラザース」（略称KGB）と名を変えて連載を再開、2000-2001年にかけて6都市を巡り、休止後にnon-no（当初、のち女性自身に移行）で名前を戻して雑誌連載を継続。さらにJ-WAVEでのラジオ番組、EXエンタテイメントでのテレビ番組など、その活動は多角的である。また同ユニットの活動から、各地を視察した際の様子を収めたDVDやご当地ソングのCDアルバムも発売されている。
『勝手に観光協会』の結成20周年を記念して、2017年4月から「勝手に観光協会HISTORY」と題し、毎週金曜日の夜に公式Facebook及び公式Twitterで過去の動画をライブ配信している。

## ご当地ソング
| コード | 都道府県 | 曲名                           | 創作年月日     | 収録CD/DVD                      |
| 01     | 北海道   | 青春リピーター                 | 2006年         | DVD Vol.8 / CD Vol.3            |
| 01     | 北海道   | 北のそんなこと節               | 2007年         | DVD Vol.8 / CD Vol.3            |
| 02     | 青森県   | 斜陽の恋                       | 1997 ～ 2002年 | CD Vol.1 / CD Vol.3             |
| 03     | 岩手県   | 岩手でガスガスガス             | 2004年05月     | CD Vol.2 / DVD Vol.4 / CD Vol.3 |
| 04     | 宮城県   | 哀愁ちゃナイト                 | 1997年08月     | CD Vol.1 / CD Vol.3             |
| 05     | 秋田県   | なまはげ兄弟                   | 2006年03月     | DVD Vol.6 / CD Vol.3            |
| 06     | 山形県   | ガッタ山形                     | 2003年02月13日 | CD Vol.1 / CD Vol.3             |
| 07     | 福島県   | あぁ、もっともだ               | 2007年         | CD Vol.3                        |
| 08     | 茨城県   | 涙の印籠                       | 2002年11月     | CD Vol.2 / CD Vol.3             |
| 09     | 栃木県   | ソバユバロマンス               | 2005年         | DVD Vol.4 / CD Vol.3            |
| 10     | 群馬県   | 上州の風                       | 1997 ～ 2002年 | CD Vol.1 / CD Vol.3             |
| 11     | 埼玉県   | やるねさいたま                 | 2007年         | CD Vol.3                        |
| 12     | 千葉県   | バチバチ★チバチバ              | 2004年07月     | CD Vol.2 / DVD Vol.2 / CD Vol.3 |
| 13     | 東京都   | すこぶるブルー東京             | 2007年         | CD Vol.3                        |
| 14     | 神奈川県 | 恋のスイッチバック！(三度まで) | 2007年12月     | CD Vol.3                        |
| 15     | 新潟県   | レイニーデイ・ニイガッタ       | 1997 ～ 2002年 | CD Vol.1 / CD Vol.3             |
| 16     | 富山県   | そっとして富山                 | 2003年05月23日 | CD Vol.1 / CD Vol.3             |
| 17     | 石川県   | リメンバーNOTO                 | 2002年07月     | CD Vol.1 / CD Vol.3             |
| 18     | 福井県   | アドベンチャー越前             | 2005年11月     | DVD Vol.3 / CD Vol.3            |
| 19     | 山梨県   | 恋は GO! GO! ME!!              | 2003年06月22日 | CD Vol.1 / CD Vol.3             |
| 20     | 長野県   | 愛の双体道祖神                 | 1997 ～ 2002年 | CD Vol.2 / CD Vol.3             |
| 21     | 岐阜県   | ギフト岐阜                     | 2005年02月     | DVD Vol.6 / CD Vol.3            |
| 22     | 静岡県   | 静岡ロンリーナイト             | 2002年09月     | CD Vol.1 / CD Vol.3             |
| 23     | 愛知県   | センチメンタルNAGOYA           | 1997 ～ 2002年 | CD Vol.1 / CD Vol.3             |
| 24     | 三重県   | 潜ってエスパーニャ             | 2003年09月     | CD Vol.2 / CD Vol.3             |
| 25     | 滋賀県   | びわ湖一円                     | 2003年04月11日 | CD Vol.1 / CD Vol.3             |
| 26     | 京都府   | おはよう舞妓さん               | 1997 ～ 2002年 | CD Vol.2 / CD Vol.3             |
| 27     | 大阪府   | 大阪ベンチャーズ               | 2007年         | CD Vol.3                        |
| 28     | 兵庫県   | ジュー10                       | 2006年         | DVD Vol.7 / CD Vol.3            |
| 29     | 奈良県   | ブッツ仏像                     | 2002年         | CD Vol.2 / CD Vol.3             |
| 30     | 和歌山県 | ときめきの紀州路               | 2002年05月     | CD Vol.1 / CD Vol.3             |
| 31     | 鳥取県   | カニカニラブラブ               | 2002年08月     | CD Vol.2 / CD Vol.3             |
| 32     | 島根県   | 恋の安来ブギ                   | 2002年11月24日 | CD Vol.1 / CD Vol.3             |
| 33     | 岡山県   | お供になりたい                 | 2005年10月     | DVD Vol.7 / CD Vol.3            |
| 34     | 広島県   | しまなみ慕情                   | 2002年08月     | CD Vol.2 / CD Vol.3             |
| 35     | 山口県   | 山口アンモナイト               | 2004年         | CD Vol.2 / DVD Vol.2 / CD Vol.3 |
| 36     | 徳島県   | Dancing Crazy Son'Son'Son'     | 2005年05月     | CD Vol.2 / CD Vol.3             |
| 37     | 香川県   | ロンリー・オヘンローラー       | 2002年         | CD Vol.2 / CD Vol.3             |
| 38     | 愛媛県   | 野球坊ちゃん                   | 2003年08月12日 | CD Vol.2 / CD Vol.3             |
| 39     | 高知県   | 恋のタイフーン                 | 2004年07月     | CD Vol.2 / DVD Vol.1 / CD Vol.3 |
| 40     | 福岡県   | 恋のどんたくエブリデイ         | 2006年01月     | DVD Vol.5 / CD Vol.3            |
| 41     | 佐賀県   | ヤイテ、ヤイテ、サガ           | 2007年         | CD Vol.3                        |
| 42     | 長崎県   | 転がる坂のように               | 2004年12月     | DVD Vol.5 / CD Vol.3            |
| 43     | 熊本県   | ばってんバテレン               | 2003年01月23日 | CD Vol.1 / CD Vol.3             |
| 44     | 大分県   | 地獄のエスティシャン           | 2007年         | CD Vol.3                        |
| 45     | 宮崎県   | 天国に一番近い県               | 2005年08月     | DVD Vol.1 / CD Vol.3            |
| 46     | 鹿児島県 | ヘルシー音頭                   | 2003年07月26日 | CD Vol.1 / CD Vol.3             |
| 47     | 沖縄県   | レイドバック沖縄小唄           | 1997 ～ 2002年 | CD Vol.1                        |
| 47     | 沖縄県   | エンプティー・サマー           | 1997 ～ 2002年 | CD Vol.1 / CD Vol.3             |

- 1997年8月の「哀愁ちゃナイト」(宮城県)が最初につくられた曲。
- 2007年12月に最後の1県であった神奈川県のご当地ソング「恋のスイッチバック！(三度まで)」がつくられ、全47都道府県をコンプリートした。この時の模様は2008年1月12日放送の『タモリ倶楽部』で放送され、タモリがボンゴ、乾貴美子がマラカスで参加している。
- ご当地ソングは基本的に1都道府県につき1曲だが、北海道と沖縄県は2曲ある。
- 「青春リピーター」は北海道(北東部)、「北のそんなこと節」は北海道(南西部)の曲である。
- 東京都の曲「すこぶるブルー東京」は勝手に観光協会が東京都八丈島を視察した際の曲。
- 曲はみうらじゅんが1万円で購入したギタレレを使って作曲する。
- 演奏はみうらじゅんが歌とギタレレ、安斎肇がオカリナとコーラスを担当する。中盤以降の曲ではリズムボックスが入るようになった。また、最初の取材から同行していて、勝手に観光協会のメンバーの一人とも称されることがあるカメラマンの永田章浩がコーラスなどで参加することもある。
- 曲は全て泊まっている旅館の部屋で録音する「リョカ録」と称するスタイルで録音されている。CD化に際して、「リョカ録」の曲をアレンジし直しスタジオで録音されたものが収録された。後に、「リョカ録」をまとめたCDも発売された。
- 安斎肇リードボーカル曲は群馬県のご当地ソング『上州の風』と長野県のご当地ソング『愛の双体道祖神』。

## TV版：みうらじゅん&安斎肇の勝手に観光協会（EXエンタテイメント）
スカパー275ch EXエンタテイメントで放送されている番組。勝手に観光協会の視察の様子や本人達のコメントなどを観ることができる。#48神奈川県編でトータルでの全国47都道府県視察を制覇した。以降はTV未視察地めぐり（2順目）となる。#73鹿児島県編よりHD版放送となる。TV視察は35都道府県で済んでいるが、#80静岡県編以降の新たな視察は、関西テレビの新勝手に観光協会の放送が始まるまでの間は休止していた模様。
- TV未視察12県（山形県/茨城県/富山県/石川県/三重県/滋賀県/和歌山県/鳥取県/島根県/広島県/愛媛県/熊本県）

### 地上波での放送
- 北海道放送 （毎週木曜 26:10-26:40）
- tvk （毎週木曜 23:00-23:30、2007年10月4日放送開始）
- テレビ金沢 （毎週月曜 16:22-16:52、2011年8月1日より#73から放送開始）
- 関西テレビ （毎週水曜 26:28-26:58、2011年7月20日放送開始）
- KBS京都 （不定期放送、2007年10月1日放送開始[4]）
- 西日本放送 （毎週月曜 25:34-26:04、2007年10月15日放送開始）
- RKB毎日放送 （不定期放送、2008年1月23日放送開始、5月14日までは毎週火曜 26:28-26:58）

### BSでの放送
- BS12 トゥエルビ - 2009年11月26日放送開始（毎週木曜 20:30-21:00）[5][6]。2010年4月17日からHD版の放送を開始（毎週土曜 13:00-13:30）。
- BSスカパー! - 2020年5月5日放送開始。不定期放送[7]。

### CSでの放送
- スポーツライブ+ - 2020年5月1日放送開始。不定期放送。『FINAL』も放送されている。

| 放送回 | 都道府県            | 視察年月   | 備考                           |
| ------ | ------------------- | ---------- | ------------------------------ |
| #01    | 山口県（前編）      | 2004年2月  |                                |
| #02    | 山口県（後編）      | 2004年2月  |                                |
| #03    | 岩手県（前編）      | 2004年5月  |                                |
| #04    | 岩手県（後編）      | 2004年5月  |                                |
| #05    | 高知県（前編）      | 2004年7月  |                                |
| #06    | 高知県（後編）      | 2004年7月  |                                |
| #07    | 千葉県（前編）      | 2004年7月  |                                |
| #08    | 千葉県（前編）      | 2004年7月  |                                |
| #09    | 長崎県（前編）      | 2004年12月 |                                |
| #10    | 長崎県（後編）      | 2004年12月 |                                |
| #11    | 特別編              |            |                                |
| #12    | 特別編              |            |                                |
| #13    | 岐阜県（前編）      | 2005年2月  |                                |
| #14    | 岐阜県（後編）      | 2005年2月  |                                |
| #15    | 栃木県（前編）      | 2005年3月  |                                |
| #16    | 栃木県（後編）      | 2005年3月  |                                |
| #17    | 徳島県（前編）      | 2005年5月  |                                |
| #18    | 徳島県（後編）      | 2005年5月  |                                |
| #19    | 宮崎県（前編）      | 2005年8月  |                                |
| #20    | 宮崎県（後編）      | 2005年8月  |                                |
| #21    | 岡山県（前編）      | 2005年10月 |                                |
| #22    | 岡山県（後編）      | 2005年10月 |                                |
| #23    | 福井県（前編）      | 2005年11月 |                                |
| #24    | 福井県（後編）      | 2005年11月 |                                |
| #25    | 福岡県（前編）      | 2006年1月  |                                |
| #26    | 福岡県（後編）      | 2006年1月  |                                |
| #27    | 秋田県（前編）      | 2006年3月  |                                |
| #28    | 秋田県（後編）      | 2006年3月  |                                |
| #29    | 兵庫県（前編）      | 2006年5月  |                                |
| #30    | 兵庫県（後編）      | 2006年5月  |                                |
| #31    | 北海道Part1（前編） | 2006年6月  | 北東部エリア                   |
| #32    | 北海道Part1（後編） | 2006年6月  | 北東部エリア                   |
| #33    | 埼玉県（前編）      | 2006年9月  |                                |
| #34    | 埼玉県（後編）      | 2006年9月  |                                |
| #35    | 福島県（前編）      | 2006年11月 |                                |
| #36    | 福島県（後編）      | 2006年11月 |                                |
| #37    | 大分県（前編）      | 2007年1月  |                                |
| #38    | 大分県（後編）      | 2007年1月  |                                |
| #39    | 北海道Part2（前編） | 2007年3月  | 南西部エリア                   |
| #40    | 北海道Part2（後編） | 2007年3月  | 南西部エリア                   |
| #41    | 東京都（前編）      | 2007年5月  |                                |
| #42    | 東京都（後編）      | 2007年5月  |                                |
| #43    | 佐賀県（前編）      | 2007年8月  |                                |
| #44    | 佐賀県（後編）      | 2007年8月  |                                |
| #45    | 大阪府（前編）      | 2007年9月  |                                |
| #46    | 大阪府（後編）      | 2007年9月  |                                |
| #47    | 神奈川県（前編）    | 2007年12月 |                                |
| #48    | 神奈川県（後編）    | 2007年12月 | トータルでの47都道府県視察制覇 |
| #49    | 総集編              |            | 鍾乳洞スペシャル               |
| #50    | 総集編              |            | in ロケバス SPECIAL            |
| #51    | 長野県（前編）      | 2008年3月  | 以降はTV未視察地めぐり         |
| #52    | 長野県（後編）      | 2008年3月  |                                |
| #53    | 沖縄県（前編）      | 2008年5月  |                                |
| #54    | 沖縄県（後編）      | 2008年5月  |                                |
| #55    | 群馬県（前編）      | 2008年6月  |                                |
| #56    | 群馬県（後編）      | 2008年6月  |                                |
| #57    | 青森県（前編）      | 2008年9月  |                                |
| #58    | 青森県（後編）      | 2008年9月  |                                |
| #59    | 新潟県（前編）      | 2008年11月 |                                |
| #60    | 新潟県（後編）      | 2008年11月 |                                |
| #61    | 総集編              |            | 2008総集編①                    |
| #62    | 総集編              |            | 2008総集編②                    |
| #63    | 奈良県（前編）      | 2009年3月  |                                |
| #64    | 奈良県（後編）      | 2009年3月  |                                |
| #65    | 香川県（前編）      | 2009年4月  |                                |
| #66    | 香川県（後編）      | 2009年4月  |                                |
| #67    | 愛知県（前編）      | 2009年5月  |                                |
| #68    | 愛知県（後編）      | 2009年5月  |                                |
| #69    | 宮城県（前編）      | 2009年6月  |                                |
| #70    | 宮城県（後編）      | 2009年6月  |                                |
| #71    | 総集編              |            | プロモーションビデオ集①        |
| #72    | 総集編              |            | プロモーションビデオ集②        |
| #73    | 鹿児島県（前編）    | 2009年10月 | HD版放送開始                   |
| #74    | 鹿児島県（後編）    | 2009年10月 |                                |
| #75    | 京都府（前編）      | 2009年7月  |                                |
| #76    | 京都府（後編）      | 2009年7月  |                                |
| #77    | 山梨県（前編）      | 2009年8月  |                                |
| #78    | 山梨県（後編）      | 2009年8月  |                                |
| #79    | 静岡県（前編）      | 2010年7月  |                                |
| #80    | 静岡県（後編）      | 2010年7月  |                                |
| #81    | 総集編              |            | 東日本編                       |
| #82    | 総集編              |            | 西日本編                       |

## 新シリーズTV版：みうらじゅん&安斎肇の新勝手に観光協会（関西テレビ、EXエンタテイメント）
関西テレビ（毎週水曜 02:28-02:58）で新シリーズが放送開始。
| 放送回 | 都道府県         | 初回放送日    | 備考 |
| ------ | ---------------- | ------------- | ---- |
| #01    | 兵庫県編         | 2011年7月20日 |      |
| #02    | 大阪府編         | 2011年7月27日 |      |
| #03    | 奈良県編         | 2011年8月3日  |      |
| #04    | 京都府編         | 2011年8月10日 |      |
| #05    | 和歌山県（前編） | 2011年8月17日 |      |
| #06    | 和歌山県（後編） | 2011年8月31日 |      |
| #07    | 滋賀県（前編）   | 2011年9月7日  |      |
| #08    | 滋賀県（前編）   | 2011年9月14日 |      |
| #09    | -                | 2011年-月-日  |      |
| #10    | -                | 2011年-月-日  |      |

## みうらじゅん&安斎肇の勝手に観光協会 THE FINAL
BSスカパー!で2019年8月17日 土曜1:00（金曜深夜）から放送開始。
| 放送回 | 都道府県                 | 初回放送日（BSスカパー!）     | 備考 |
| ------ | ------------------------ | ----------------------------- | ---- |
| #01    | かるた編<前編>           | 2019年 8月17日（8月16日深夜） |      |
| #02    | かるた編<後編>           | 8月31日（8月30日深夜）        |      |
| #03    | 山口県<前編>             | 9月14日（9月13日深夜）        |      |
| #04    | 山口県<後編>             | 9月28日（9月27日深夜）        |      |
| #05    | 岩手県<前編>             | 10月12日（10月11日深夜）      |      |
| #06    | 岩手県<後編>             | 10月26日（10月25日深夜）      |      |
| #07    | 勝手にニッポン遺産<前編> | 11月23日（11月22日深夜）      |      |
| #08    | 勝手にニッポン遺産<中編> | 12月7日（12月6日深夜）        |      |
| #09    | 勝手にニッポン遺産<後編> | 12月21日（12月20日深夜）      |      |

## ディスコグラフィー

### CD
「勝手に観光協会が勝手に作詞・作曲・録音してCDを発売」という触れ込みで、J-WAVEでレギュラーを務める『TR2』（2005年3月まで）や『GOLDEN TIME』（2005年4月2日から2006年3月25日まで）で勝手にヘヴィー・ローテーションしていた。
Vol.2収録の『おはよう舞妓さん』は番組でのプッシュもありJ-WAVEのオフィシャルチャート番組TOKIO HOT 100においてチャートインを果たした。

#### 『勝手に観光協会Vol.1』
2004年12月1日リリース
1. 勝手に観光協会のテーマ
2. 斜陽の恋（青森県）
3. 哀愁ちゃナイト（宮城県）
4. ガッタ山形（山形県）
5. 新潟レイニーディ（新潟県）
6. 上州の風（群馬県）
7. 恋は GO! GO! ME!!（山梨県）
8. そっとして富山（富山県）
9. リメンバーNOTO（石川県）
10. 静岡ロンリーナイト（静岡県）
11. センチメンタルNAGOYA（愛知県）
12. びわ湖一円（滋賀県）
13. ときめきの紀州路（和歌山県）
14. カニカニラブラブ（鳥取県）
15. ばってんバテレン（熊本県）
16. ヘルシー音頭（鹿児島県）
17. レイドバック沖縄小唄（沖縄県）
18. エンプティー・サマー（沖縄県）
19. 勝手に観光協会のテーマ

#### 『勝手に観光協会Vol.2』
2004年12月15日リリース
1. 岩手でガスガスガス（岩手県）
2. 涙の印籠（茨城県）
3. バチバチ★チバチバ（千葉県）
4. 愛の双体道祖神（長野県）
5. 潜ってエスパーニャ（三重県）
6. ブッツ仏像（奈良県）
7. おはよう舞妓さん（京都府）
8. 恋の安来ブギ（島根県）
9. しまなみ慕情（広島県）
10. 山口アンモナイト（山口県）
11. ロンリー・オヘンローラー（香川県）
12. 野球坊ちゃん（愛媛県）
13. 恋のタイフーン（高知県）
14. 新★勝手に観光協会のテーマ

#### 『勝手に御当地ソング47+1』
2008年2月6日リリース
沖縄県の「レイドバック沖縄小唄」を除く、全都道府県の「リョカ録」の曲が収録されている。

#### 『勝手に観光協会vo.3 ご当地ソングCD完結編』
2013年11月6日リリース
1. 青春リピーター（北海道）
2. 北のそんなこと節（北海道）
3. 岩手でガスガスガス（岩手）
4. なまはげ兄弟（秋田）
5. ガッタ山形（山形）
6. あぁ、もっともだ（福島）
7. ソバユバロマンス（栃木）
8. やるねさいたま（埼玉）
9. すこぶるブルー東京（東京）
10. 恋のスイッチバック! (三度まで)（神奈川）
11. アドベンチャー越前（福井）
12. ギフト岐阜（岐阜）
13. びわ湖一円（滋賀）
14. 大阪ベンチャーズ（大阪）
15. ジュー10（兵庫）
16. お供になりたい（岡山）
17. Dancing Crazy Son' Son' Son'（徳島）
18. 恋のどんたくエブリデイ（福岡）
19. ヤイテ、ヤイテ、サガ（佐賀）
20. 転がる坂のように（長崎）
21. 地獄のエステティシャン（大分）
22. ヘルシー音頭（鹿児島）
23. 天国に一番近い県（宮崎）
24. ゆるキャラ音頭

### DVD
EXエンタテイメントで放送された番組に、オリジナルシーンを加えた再編集＋副音声でのまったり解説が加えられて発売されている。各巻毎に2県の視察地での様子が入っている。

（発売：エキスプレス、販売：エイベックス・マーケティング・コミュニケーションズ）

#### VOL.1宮崎県・高知県
- ＜宮崎県・視察地＞青島神社、サンメッセ日南、鵜戸神宮、高千穂峡、天岩戸神社ほか
- ＜高知県・視察地＞龍馬記念館、龍河洞、室戸岬、はりまや橋、桂浜ほか
- ＜収録ご当地ソングPV＞「天国に一番近い県」「恋のタイフーン」

#### VOL.2徳島県・千葉県
- ＜徳島県・視察地＞うずしお観測船、お松大権現、大歩危船下り、かずら橋ほか
- ＜千葉県・視察地＞鵜原理想郷、犬吠埼灯台、銚子電鉄、鋸山、養老渓谷ほか
- ＜収録ご当地ソングPV＞「Dancing Crazy Son' Son' Son'」「バチバチ☆チバチバ」

#### VOL.3福井県・山口県
- ＜福井県・視察地＞東尋坊、三方五湖、永平寺、越前大仏、福井県立恐竜博物館ほか
- ＜山口県・視察地＞秋芳洞、吉田松陰歴史館、麻羅観音、楊貴妃の里、川棚温泉ほか
- ＜収録ご当地ソングPV＞「アベンチャ－越前」「山口アンモナイト」

#### VOL.4栃木県・岩手県
- ＜栃木県・視察地＞足尾銅山観光、日光東照宮、中禅寺湖、戦場ヶ原、ウェスタン村ほか
- ＜岩手県・視察地＞宮沢賢治童話村、釜石大観音、牛の博物館、平泉中尊寺、夢館ほか
- ＜収録ご当地ソングPV＞「ソバユバロマンス」「岩手でガスガスガス」

#### VOL.5福岡県・長崎県
- ＜福岡県・視察地＞千仏鍾乳洞、太宰府天満宮、松本清張記念館、福岡タワーほか
- ＜長崎県・視察地＞生月町博物館島の館、七ツ釜鍾乳洞、雲仙地獄、木花開耶姫神社ほか
- ＜収録ご当地ソングPV＞「恋のどんたくエブリデイ」「転がる坂のように」

#### VOL.6秋田県・岐阜県
- ＜秋田県・視察地＞男鹿真山伝承館、なまはげ館、田沢湖、マインランド尾去沢ほか
- ＜岐阜県・視察地＞関ヶ原ウォーランド、下呂温泉合掌村、つちのこ館、円空洞ほか
- ＜収録ご当地ソングPV＞「なまはげ兄弟」「ギフト岐阜」